# 1996 KG
1996 KG är en asteroid i huvudbältet som upptäcktes den 16 maj 1996 av Višnjan-observatoriet i Kroatien.
Asteroiden har en diameter på ungefär 4 kilometer.